# تضمين مطالي متعامد
التضمين المطالي المتعامد أو التعديل التعامدي المطالي (بالإنجليزية: Quadrature Amplitude Modulation اختصاراً QAM)‏ وهو نوع من أنواع التضمين السعوي للموجتين الحاملتين للبيانات. وتكون هتان الموجتان في العادة موجة جيبية, وتكون إحدهما منزاحة في الطور عن الأخرى بـ 90 درجة ولذلك يسمى رباعي (90 درجة هي ربع 360 درجة).